# Пренов
Пренов или новација је начин престанка постојеће обавезе, путем споразума повериоца и дужника, да је замене новом обавезом, а та нова обавеза треба да има различит предмет или основ у односу на раније постојећу обавезу.
Ово је веома стара установа која има корене још у римском праву.

## Услови потребни за новацију
1. Да постоји пуноважна облигација
2. Да се уговором закључи пуноважна нова облигација
3. Да постоји разлика старе и нове облигације –
4. Да постоји намера новирања –

Стара облигација
Облигација треба да је настала из пуноважног уговора или да је уопште пуноважна. Дакле, новација је без дејства ако је ранија обавеза ништава или ако је облигација већ угашена. Ако је дужник знао за недостатак раније обавезе пренов ће бити пуноважан (нпр. из рушљивог уговора). Како рушљив уговор може да се конвалидира логично је да може и да се новира. Старо потраживање може бити и неутуживо.
Пуноважна нова облигација
Потребно је да и нова облигација пуноважна. Ако би била ништава не би производила правна дејства и тада би остала у важности стара облигација.
Разлика старе и нове облигације
Није довољно да постоје било какве разлике, потребно је да је реч о разликама у предмету или основу да би се могло говорити о новацији.
ЗОО:
Споразум повериоца и дужника којим се мења или додаје одредба о року, месту или начину испуњења, затим накнадни споразум о камати, уговорној казни, обезбеђењу испуњења или о којој другој споредној одредби, као и споразум о издавању нове исправе о дугу не сматрају се преновом
Издавање менице или чека због неке раније обавезе не сматра се преновом, изузев кад је то уговорено.
Воља да се пренов изврши
Потребна је воља страна да се новацијом угаси стара и заснује нова облигација. Новација се не претпоставља па је потребно да стране изразе намеру да угасе постојећу обавезу. У случају сумње намера се не претпоставља.
Ако стране нису изразиле вољу да се изврши новација (да угасе постојећу обавезу кад су створиле нову), сматра се да је настала нова облигација поред старе обавезе. Лица која врше новацију морају бити пословно способна.

## Дејства пренова
1. Уговором о пренову нова обавеза настаје, а ранија престаје. Престанак старе обавезе је дефинитиван и она се не може васпоставити изузев ако уговор о пренову буде потиштен. Рокови почињу да теку поново.
2. Са ранијом обавезом престају и залога и јемство, осим ако је другачије уговорено за залогодавцем и јемцем. Другачије може бити уговорено или првобитним уговором или уговором о новацији.
3. Исто важи и за друга споредна права везана за ранију обавезу.